# FM Einheit
FM Einheit (bürgerlich: Frank-Martin Strauß, * 18. Dezember 1958 in Dortmund, auch Mufti) ist ein deutscher Musiker, Musikproduzent und Hörspielkünstler. Er wurde bekannt als Mitglied der Musikgruppe Einstürzende Neubauten. FM Einheit steht für Frequenzmodulationseinheit, so wurde Strauß einmal von jemandem bezeichnet. Er übernahm die Bemerkung als Künstlernamen.

## Werdegang
Frank-Martin Strauß ist der jüngere Bruder des Schauspielers Ralf Richter.
Seit 1979, dem Jahr des Abbruchs seiner Schulausbildung, ist er als Musiker in verschiedenen Gruppen und Soloprojekten tätig. In den Jahren 1983 und 1984 lebte er in London, danach in Berlin und Bayern. Anfangs war er Mitglied der Bands Abwärts und Palais Schaumburg sowie Schlagzeuger der Band um die Sängerin Mona Mur. Seit Anfang der 1980er war er auch Perkussionist (Metallschlagzeug) und Langzeitmitglied bei den Einstürzenden Neubauten. FM Einheit hat viel zum Sound von Einstürzende Neubauten beigetragen und war, neben Blixa Bargeld, eine der dominanten Persönlichkeiten in dieser Gruppe. Außerdem war er 1981 am Festival Geniale Dilletanten in Berlin beteiligt. FM Einheit war darüber hinaus mit Alfred Harth, Ulrike Haage und Phil Minton Teil von Vladimir Estragon und Produzent u. a. von KMFDM und Goethes Erben.
Strauß spielte 1984 neben Christiane Vera Felscherinow („Christiane F.“) die Hauptrolle im Kino-Spielfilm Decoder (Regie: Muscha). Ab dem Ende der 1980er Jahre trat er vermehrt als Komponist von Schauspielmusik hervor, u. a. für Inszenierungen von Peter Zadek, Wolf Seesemann, Werner Schwab und Hasko Weber. Im Jahr 1990 erschien unter seinem Namen die CD Stein, eingespielt mit Ulrike Haage und Katharina Franck von den Rainbirds.
FM Einheit verließ die Einstürzenden Neubauten Mitte der 1990er Jahre, weil er sich mit dem Frontman Blixa Bargeld künstlerisch auseinander gelebt hatte: „Es hat mir gereicht. Die Neubauten sind nicht mehr eingestürzt und, deswegen bin ich ausgestiegen.“ Danach arbeitete er mit der dänischen Sängerin Gry Bagøien zusammen. Sie veröffentlichten zwei Alben: The Touch Of E! (1999) und Public Recording (2001).
Für seine Hörspielarbeiten mit Andreas Ammer, u. a. Radio Inferno (1993), Apocalypse live (1994), Deutsche Krieger – Tonträgeroper (1996) und Crashing Aeroplanes (2002), wurde er mehrfach ausgezeichnet, zuletzt 2019 mit dem Günter-Eich-Preis für das gemeinsame Gesamtwerk.

## Diskografie
- 1990: Stein
- 1992: Steinzeit (Stein: FM Einheit/Ulrike Haage)
- 1993: Prometheus/Lear
- 1993: Radio Inferno (FM Einheit/Andreas Ammer)
- 1994: Königzucker (Stein)
- 1994: Merry Christmas (FM Einheit/Caspar Brötzmann)
- 1995: Apocalypse Live (FM Einheit/Andreas Ammer/Ulrike Haage)
- 1996: Deutsche Krieger (FM Einheit/Andreas Ammer)
- 1996: Sensation Death
- 1998: Odysseus 7 (FM Einheit/Andreas Ammer/Ulrike Haage)
- 1998: Goto (Ulrike Haage/Phil Minton/FM Einheit)
- 1999: Vladimir Estragon: Three Quarks For Muster Mark (Phil Minton/FM Einheit/Alfred 23 Harth/Ulrike Haage)
- 2000: Frost 79° 40' (FM Einheit/Andreas Ammer/Gry/Pan Sonic)
- 2002: Crashing Aeroplanes (FM Einheit/Andreas Ammer)
- 2006: Echohce (FM Einheit/Jamie Lidell/David Link/Saskia v. Klitzing/Volker Kamp)
- 2008: The Sallie House (Michael Esposito/FM Einheit)
- 2009: No Apologies (FM Einheit/Hans-Joachim Irmler)
- 2010: Evol/Ve (FM Einheit/Massimo Pupillo)
- 2011: Spielwiese 3 (Hans-Joachim Irmler/FM Einheit/Ute Marie Paul/Katie Young)
- 2013: Terre Haute (FM Einheit/En Esch/Mona Mur)

Siehe auch: Diskografie von FM Einheit mit Einstürzenden Neubauten (1982 bis 1995)

Siehe auch: Diskografie von FM Einheit mit Gry

Siehe auch: Diskografie von FM Einheit mit Mona Mur

## Filmografie
- 1980: Gibbi Westgermany, Regie: Christel Buschmann (Darsteller)
- 1984: Decoder, Regie: Muscha (Darsteller, Musik)
- 1997: Der Platz, Regie: Uli M Schueppel
- 1997: Im Platz, Regie: Uli M Schueppel
- 2008: Der Tag, Regie: Uli M Schueppel
- 2009: Die Narbe, Westberlin (West), Regie: Burkhard von Harder
- 2019: Der Goldene Handschuh, Regie: Fatih Akin

## Hörspiele
- 1993: Andreas Ammer, FM Einheit: Radio Inferno nach der  Comedia Divina von Dante Alighieri, Regie: die Autoren (BR/HR) ausgezeichnet mit dem  Prix Futura
- 1994: Andreas Ammer, FM Einheit, Ulrike Haage: Apocalypse Live nach der Offenbarung des Johannes, Regie: Ammer/Einheit (BR/Bayerisches Staatsschauspiel, Marstall/Bayerische Staatsoper, Labor) ausgezeichnet mit dem Hörspielpreis der Kriegsblinden und dem Prix Italia
- 1995: Andreas Ammer, FM Einheit: Deutsche Krieger. Tonträgeroper, Regie: die Autoren, (BR)
- 1997:  Andreas Ammer, FM Einheit, Ulrike Haage: Odysseus 7 – Radio Space Opera, Regie: die Autoren (BR/HR/WDR/Marstall)
- 1998: Andreas Ammer, FM Einheit: Frost – Robert F. Scotts Tod im Eis, Regie: die Autoren (WDR)
- 2000: Kerstin Specht: Der Flieger, Regie: die Autoren (BR)
- 2001: Andreas Ammer, FM Einheit, Sebastian Hess: Marx Engels Werke, Regie: Ammer/Einheit (BR)
- 2001: Andreas Ammer, FM Einheit: Crashing Aeroplanes, Regie: die Autoren (WDR/Deutschlandradio Kultur) ausgezeichnet mit dem Hörspielpreis der Kriegsblinden
- 2002: Andreas Ammer, FM Einheit: Alzheimer 2000/Toter Trakt, Regie: die Autoren und Stefan Maurer (WDR/RB)
- 2004: Andreas Ammer, FM Einheit: Lost & Found: Das Paradies nach Paradise Lost von John Milton, Regie: die Autoren und Dorothea Schroeder (BR)
- 2004: Andreas Ammer, FM Einheit: Friedrich Miles von Schiller Davis, Regie: die Autoren (SWR)
- 2004:  David Link, FM Einheit, Jamie Lidell: Echohce, Regie: die Autoren (WDR)
- 2007: FM Einheit, Barbara Neureiter: Voices, Regie: die Autoren (WDR)
- 2008: Andreas Ammer, FM Einheit: Auf der Straße nach Mendocino, Regie: die Autoren (WDR)
- 2010: FM Einheit: Zuuuuu-rückbleiben! Zu-rückbleiben! Zurückbleiben! Eine Großstadtkantate, Regie: der Autor (WDR)
- 2012: Andreas Ammer, FM Einheit: LiMo on Tape – Moderne zum Mitnehmen, Regie: die Autoren (SWR/Literaturmuseum der Moderne, Marbach)
- 2014: Andreas Ammer, FM Einheit: Everest, Regie: die Autoren (WDR)
- 2015: FM Einheit, Siegfried Zielinski: Das Auge isst mit – mit dem Ohr kocht man (WDR)
- 2017: Andreas Ammer, FM Einheit: Sie sprechen mit der Stasi, Regie: die Autoren (WDR) Hörspiel des Monats April 2017
- 2018: Andreas Ammer, FM Einheit: Symphonie der Sirenen nach Arsenij Avraamov unter Verwendung von Texten aus in Packen von Ordern von Alexeij Gastev, Regie: die Autoren (BR, Philharmonmie Brünn, DLF Kultur)
- 2023: FM Einheit, Siegfried Zielinski: Radio Freie Modulationen, Regie: die Autoren (DLF Kultur)